# Оружане снаге Холандије
Оружане снаге Холандије ( хол. Nederlandse krijgsmacht   ) су војне службе Краљевине Холандије . Језгро оружаних снага чине четири службена огранка: Краљевска холандска морнарица ( Koninklijke Marine ), Краљевска холандска војска ( Koninklijke Landmacht ), Краљевско ваздухопловство Холандије ( Koninklijke Luchtmacht ) и Краљевске Холандије Марехаусе ( Koninklijke Marechaussee ). Огранци услуга су допуњени разним заједничким организацијама за подршку. Поред тога, локалне регрутне снаге постоје на холандским карипским острвима Аруба и Курасао. Они делују под окриљем Краљевске холандске морнарице и холандског маринског корпуса. Оружане снаге су организационо део Министарства одбране .
Постојање, надлежност и задаци оружаних снага утврђени су уставом Холандије . Влада, коју чине чланови кабинета на челу са премијером и краљем, функционише као шеф оружаних снага. Иако се припадници службе заклињу на верност краљу Холандије, монарх нема функцију главнокомандујућег, нити било који други формални чин.
Војни чинови холандских оружаних снага су слични онима у другим државама чланицама НАТО- а и успостављени су краљевским декретом . Највиши официр у холандској војсци је начелник одбране, који је официр са четири звездице (НАТО ОФ-9).
Након почетне сарадње са немачком војском 1995. кроз корпус лоциран у Минстеру и све већег међусобног повезивања током наредних деценија, све три борбене бригаде Краљевске холандске војске су се у потпуности интегрисале у немачке дивизије од марта 2023. 

## Организација
Постојање, надлежност и задаци оружаних снага утврђени су уставом Холандије . Влада, коју чине чланови кабинета на челу са премијером и краљем, функционише као шеф оружаних снага. Иако се припадници службе заклињу на верност холандском краљу, монарх не заузима положај врховног команданта . Дакле, у пракси важне одлуке доноси Кабинет, док министар одбране преузима политичку одговорност над Министарством.
Министарство одбране је владино министарство које је надлежно за формулисање и спровођење политике одбране. Министарство се састоји од министра, државног секретара, централног штаба, холандских оружаних снага и две независне организације за подршку. Централно особље ( Bestuursstaf ) Министарства чини неколико управа надлежних за спровођење политике, саветовање министра и државног секретара и контролу организације одбране. Централни штаб води највиши државни службеник организације одбране, генерални секретар. Штавише, Централни штаб укључује и Штаб одбране, који је највиши војни орган под командом начелника одбране. Начелник одбране је војни вођа Оружаних снага Холандије и највиши војни саветник министра одбране.

### Особље
Оружане снаге Холандије су професионална војска, регрутација у Холандији је суспендована 1996. са изузетком Арубе и Кураса.  Сви војни родови и специјалности су отворени за регруте. Министарство одбране је у октобру 2018. године објавило да ће подморничка служба примати и жене регруте на позиције официра, подофицира и морнара. 
Холандско Министарство одбране запошљава преко 66.000 људи, укључујући цивилно и војно особље.  Расподела особља у организацији одбране, укључујући и Оружане снаге, 1. јула 2020. године била је следећа:
| Служба                              | Војска | Резерва | Цивили | Укупно |
| ----------------------------------- | ------ | ------- | ------ | ------ |
| Морнарица                           | 7,508  | 1,148   | 2,633  | 11.289 |
| Копнене снаге                       | 16,055 | 4,054   | 3,261  | 23.370 |
| Ратно ваздухопловство               | 6,540  | 751     | 1,062  | 8.353  |
| Марехаусе                           | 6,606  | 306     | 746    | 7.658  |
| Централно особље                    | 1,079  | 18      | 1,803  | 2.900  |
| Команда за подршку одбрани          | 2,724  | 144     | 6,546  | 9.414  |
| Организација одбрамбеног материјала | 738    | 6       | 4,279  | 5.023  |
| Укупно                              | 41.250 | 6.427   | 20.330 | 68.007 |

### Чинови
Холандска војска је део НАТО војске и стога је у складу са структуром НАТО војске. Такође користи конформне структуре ранга .

### Заклетва
Од свих холандских војних лица, официра и регрутованог особља се тражи да положе заклетву на верност. Ова заклетва је забележена у закону о општим војним персоналним прописима (Алгемеен Милитаир Амбтенаренрегелемент) у члану 126а и наводи следеће:
"Кунем се (заклињем се) на лојалност краљу, послушност закону и подложност борилачкој дисциплини. Тако ми Бог помогао (заклињем се)."
( хол. "Ik zweer (beloof) trouw aan de Koning, gehoorzaamheid aan de wetten en onderwerping aan de krijgstucht. Zo waarlijk helpe mij God Almachtig (Dat beloof ik)." )

## Родови

### Краљевска морнарица
Краљевска холандска морнарица ( хол. Koninklijke Marine  ) је савремена поморска снага коју чине 24 поручена брода и додатни број помоћних бродова разних типова. Морнарицом командује командант Краљевске холандске морнарице ( хол. Commandant Zeestrijdkrachten ), официр у чину вицеадмирала или генерал-потпуковника маринаца, који одговара директно начелнику одбране. Поред тога што је био командант Краљевске холандске морнарице, ( Commandant Zeestrijdkrachten ) заузима положај адмирала Бенелукса. Као такав, Commandant Zeestrijdkrachten је командант оперативних јединица Краљевске холандске морнарице и белгијске поморске компоненте . 
Површинска флота Ратне морнарице састоји се од фрегата, амфибијских ратних бродова, патролних бродова, противминских бродова и више помоћних бродова. Сви већи површински бродови Краљевске холандске морнарице се граде у холандском бродоградилишту.
Служба подморница Краљевске холандске морнарице (хол. Onderzeedienst  ) основанa је 1906. године и одговорна је за рад свих холандских подморница. Од 2021. године, Onderzeedienst управља четири подморнице класе Валрус и једним тендером за подморницу, ХНЛМС Мерцуур . Холандске подморнице имају значајну улогу у НАТО-у јер им њихова мала величина и експедициони капацитети омогућавају да раде у водама које су забрањене за веће подморнице. Министарство одбране покренуло је програм замене у новембру 2014. године, а планирано је да замене уђу у службу крајем 2020-их.

#### Холандски марински корпус
Холандски марински корпус је морнарички пешадијски корпус. Корпус се састоји од две борбене групе Маринце величине батаљона, различитих јединица за подршку и холандских поморских снага за специјалне операције . Маринци су специјализовани за амфибијско, арктичко и планинско ратовање, као и за специјалне операције . Корпус управља флотом десантних бродова који могу да раде из једног од два амфибијска транспортна дока Морнарице.

### Краљевска холандска војска
Краљевска холандска војска ( хол. Koninklijke Landmacht ) састоји се од редовног особља Војске и Националног резервног корпуса . Војску предводи командант Краљевске холандске војске ( хол. Commandant Landstrijdkrachten ), његово седиште се налази на Kromhoutkazerne у Утрехту . Основни борбени елемент Копнене војске чине три борбене бригаде: 11. аеромобилна бригада, 13. лака бригада и 43. механизована бригада . Команда за оперативну подршку на копну величине бригаде има разне јединице борбене подршке и борбене службе, док су снаге за специјалне операције војске део Korps Commandotroepen . Све јединице Копнене војске и њихово људство деле се на традиционалну организацију наоружања, служби и пука. Пешадијски пукови Копнене војске имају неколико различитих улога, а то укључује ваздушни напад, оклопну пешадију, лаку пешадију и специјалне операције . Даље, Војска има коњичке, артиљеријске, инжињеријске и санитетске пукове.

### Краљевско ваздухопловство Холандије
Краљевско ваздухопловство Холандије ( хол. Koninklijke Luchtmacht ) је грана војног ваздухопловства Оружаних снага Холандије и води га командант Краљевских холандских ваздухопловних снага ( Commandant Luchtstrijdkrachten ). Ваздухопловство управља разноликом флотом авиона са фиксним крилима и ротационим авионима, поред тога што управља и одржава више ваздушних база . Штавише, особље ваздухопловства доприноси Заједничкој команди противваздушне одбране на копну тако што управља различитим системима противваздушне одбране, док су друге јединице посвећене заштити снага . Ваздухопловство управља савременим борбеним авионима, као што су Ф-16  и Ф-35, танкерима, транспортерима, хеликоптерима, беспилотним летелицама и разним типовима авиона за обуку.

### Краљевска Жандармерија
Краљевски холандски Марецхауссее ( хол. Koninklijke Marechaussee ) је снага жандармерије која обавља и војне и послове цивилне полиције . Поред дужности војне полиције, Марехаусе има широк спектар дужности и одговорности. Ово укључује чување државних граница и аеродрома, борбу против илегалне имиграције и транснационалног криминала и чување краљевских палата .
Основан као једна од посебних оружаних снага 1998. године. пре тога је био организован као један од огранака у оквиру војске. Док Краљевски холандски Марехаусе ради под јурисдикцијом Министарства одбране, често обавља дужности које делегирају Министарство правде и безбедности и Министарство унутрашњих послова и односа Краљевине . Штавише, неколико бригада Марехаусеа је стално стационирано на холандским Карибима.

## Мисије
Од 1990-их, холандска војска је била укључена у неколико војних кампања и мировних мисија, међу којима су:
- Рат у Босни и Херцеговини

- Рат на Косову и Метохији
- Међународне безбедносне снаге у Авганистану које предводе напоре у провинцији Урузган.
- Мултинационалне снаге у Ираку
- Мултидимензионална интегрисана стабилизацијска мисија Уједињених нација у Малију
- Комбинована заједничка радна група
- Мисија Одлучне подршке